# Grand prix-racing

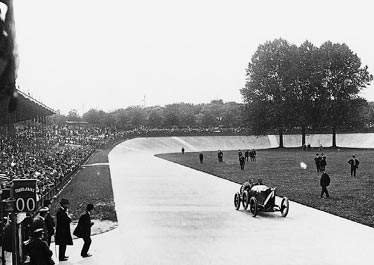
Georges Boillot vinner Frankrikes Grand Prix 1912 i Dieppe.

Grand prix-racing räknar sitt ursprung tillbaka till de första organiserade biltävlingarna som kördes i Frankrike redan 1894. De utvecklades snart från enkla landsvägstävlingar mellan grannstäder till uthållighetstävlingar för bil och förare. Den tekniska utvecklingen, tillsammans med förarnas tävlingsinstinkt drev upp hastigheterna, men eftersom tävlingarna kördes på allmänna vägar inträffade ofta olyckor med dödlig utgång för både förare och åskådare.
Grand prix-racing utvecklades så småningom till formelbilsracing, och formel 1 kan ses som tävlingsformens direkta arvtagare. De ingående loppen i formel 1-VM kallas än idag för grand prix.

## Grunden till organiserad racing
Den första biltävlingen hölls den 22 juli 1894 och organiserades av Paris-tidningen Le Petit Journal. Den kördes mellan Paris och Rouen, en sträcka på 128 km. Tävlingen vanns av Jules De Dion, men eftersom han körde en ångbil hade han hjälp av en eldare och därför delades priset av de två nästkommande bensinbilarna, vars förare kört ensamma.
År 1900 startade James Gordon Bennett d.y., ägare till New York Herald och International Herald Tribune, Gordon Bennett Cup. Tanken var att upprättandet av en internationell tävling skulle sporra biltillverkarna att förbättra sina bilar. Varje land fick ställa upp med tre bilar, konstruerade och byggda inom det egna landet. Användningen av internationella bilsportfärger började vid den här tävlingen.

## De första grand prix-tävlingarna

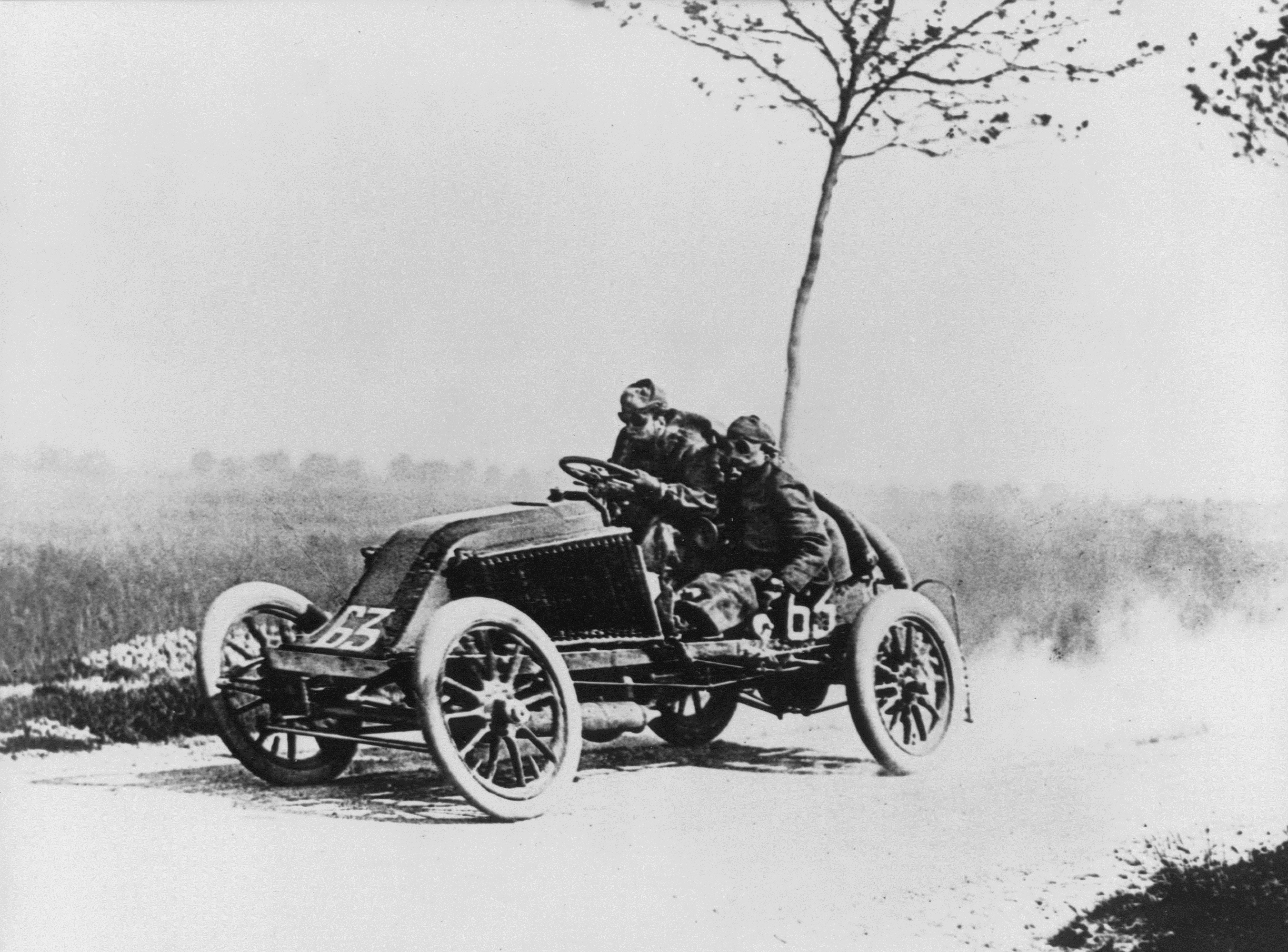
Marcel Renault under Paris-Madrid-loppet 1903.

Den första tävlingen som kallades Grand Prix var Paus Grand Prix 1901. Tävlingen återkom inte på flera år och namnet Grand Prix användes inte allmänt vid den tiden.
Den enda tävlingen som regelbundet använde namnet Grand Prix organiserades av Automobile Club de France (ACF), och det första Frankrikes Grand Prix kördes 1906. Banan låg i Le Mans och var triangelformad, med en längd om 105 km. Sex varv kördes varje dag och varje varv tog cirka en timme, med dåtidens bilar. Den främsta anledningen till beslutet att tävla på en avstängd bana, i motsats till öppna landsvägar, var den ökända tävlingen Paris - Madrid 1903. Under tävlingen dödades ett flertal förare och åskådare, däribland Marcel Renault. De franska myndigheterna stoppade tävlingen i Bordeaux och framtida tävlingar på allmän väg förbjöds.
1906 års Grand Prix lockade 32 deltagare och 12 olika biltillverkare. Tävlingen kördes över 1260 km och vanns av Ferenc Szisz i en Renault. Denna tävling räknas som det första Grand Épreuve, en term som därefter användes om de upp till åtta viktigaste tävlingarna per år.
Biltävlingar betraktades vid den här tiden som nationella angelägenheter och ett antal länder organiserade egna tävlingar utan något formellt mästerskap som band dem samman. Reglerna varierade mellan varje land och varje tävling, men rörde vanligen en maxvikt (inte minimivikt som idag) i ett försök att indirekt begränsa motorstorleken. Fyrcylindriga motorer på tio till femton liter var vanliga, med effekter på knappt 50 hk. Föraren hade sällskap av en mekaniker under loppet och inga andra tilläts jobba med bilen under tävlingen än dessa två.
En av anledningarna till att Renault vann den första Grand Prix-tävlingen var att bilen hade avtagbara fälgar, utvecklade av Michelin. På så sätt slapp man kränga punkterade däck och slangar av och på fälgen, något som hände ofta under en tävling, på grund av de dåliga vägarna.

## Utvecklingen av racerbanor

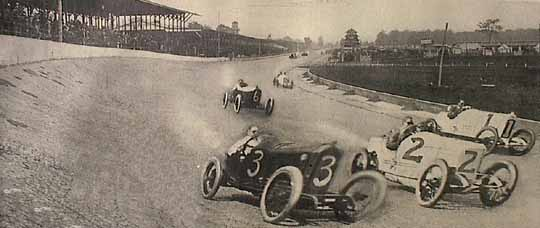
Indianapolis 500 1915.

Biltävlingar hölls vanligtvis på avstängda, allmänna vägar, inte särskilda racerbanor. Detta gällde 1906 års Grand Prix i Le Mans, liksom Targa Florio som hölls på en sträcka om 150 km sicilianska vägar, tyska Kaiserpreis i Taunus-bergen, och banan vid Dieppe som användes vid 1907 års Grand Prix. Undantagen var den bankade, äggformade ovalbanan Brooklands i England, som stod klar 1907, Indianapolis Motor Speedway, som stod klar 1909 och med den första Indianapolis 500-tävlingen 1911 och Autodromo Nazionale Monza i Italien som öppnades 1922.
USA blev det första landet efter Frankrike att använda namnet Grand Prix, vid en tävling i Savannah 1908. Det första Grand Épreuve utanför Frankrike var  Italiens Grand Prix 1921, som hölls i Brescia. Detta följdes 1924 av Belgiens Grand Prix och Spaniens Grand Prix och spreds senare till andra länder. Formellt sett var det fortfarande inget mästerskap, utan löst sammanhållna tävlingar som kördes efter olika reglementen. Ett allmänt reglemente, eller "formel", baserat på motorstorlek och vikt hade presenterats strax före första världskriget, men det vann aldrig allmän acceptans.
Först 1924 slog sig de nationella motorklubbarna samman och bildade Association Internationale des Automobile Clubs Reconnus, vars underavdelning Commission Sportive Internationale (CSI) reglerade Grand Prix och andra former av internationell racing. Sedan dess har Grand Prix racingen reglerats enligt en strikt formel, baserat på motorstorlek och vikt. Redan 1928 övergavs den rådande formeln och ersattes av Formel Libre, när tävlingsorganisatörerna bestämde sig för att köra loppen nästan helt utan begränsningar. Mellan 1927 och 1934 ökade antalet Grand Prix-lopp, från fem 1927, till nio  1929, för att nå toppen 1934, med arton tävlingar.
Några av de mest framgångsrika tillverkarna och konstruktörerna under den här tiden var:
- Alfa Romeo
- Ettore Bugatti
- Enzo Ferrari
- Vittorio Jano
- Alfieri Maserati
- Mercedes-Benz
- Harry A. Miller
- Ferdinand Porsche

## 1930-talet
Vid Monacos Grand Prix 1933 bestämdes ordningen på startgriden för första gången genom kvalificering istället för lottning. Alla bilar var målade i internationella bilsportfärger:
- grön (British racing green) för Storbritannien,
- blå för Frankrike,
- röd (Rosso corsa) för Italien,
- gul för Belgien,
- vit för Tyskland.

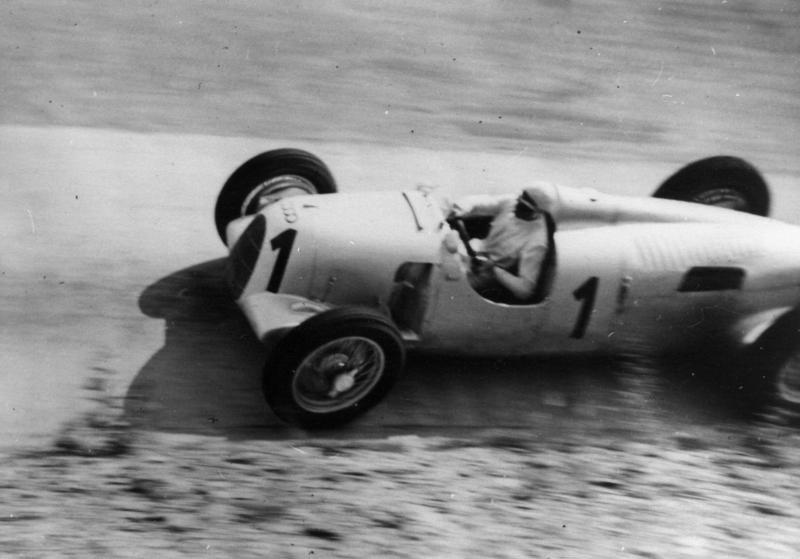
Bernd Rosemeyer i en Auto Union på Nürburgring 1937.

Från 1934 slutade tyskarna måla sina bilar, med början på Mercedes-Benz W25, i ett försök att reducera vikten. Den omålade metallen ledde snart till att media döpte de tyska bilarna till "Silverpilarna".
Franska bilar fortsatte att dominera Grand Prix racingen fram till slutet av tjugotalet, ledda av Bugatti, men även Delage och Delahaye. Därefter tog italienska Alfa Romeo och Maserati över scenen.
Under trettiotalet tog sig nationalismen nya former och nazisterna stödde Mercedes-Benz och Auto Union för att bringa ära till Tredje riket. De båda tyska märkena dominerade fullständigt under åren 1935 till 1939 och vann samtliga officiella Grand Prix-lopp utom tre under perioden. Bilarna under perioden var ensitsiga (mekanikern hade försvunnit i början av tjugotalet), med kompressormatade 8- till 16-cylindriga motorer med effekter uppemot 600 hk, drivna av alkoholbränslen.
Redan i oktober 1923 hade AIACR i Paris diskuterat införandet av ett Grand Prix-mästerskap. Avsikten var att uppmuntra tillverkarnas intresse för racing och hålla ett första Europas Grand Prix på Monza 1923. Det första världsmästerskapet i Grand Prix racing hölls 1925 och var endast avsett för tillverkare. Mästerskapet bestod av fyra lopp om minst 800 km. De lopp som ingick i den första världsmästerskapet var Indianapolis 500, Europas Grand Prix, samt Frankrikes och Italiens Grands Prix. Europamästerskapet för Grand Prix-förare, bestående av de största Grand Prix-loppen i ett antal europeiska länder (kallade Grande Épreuves) instiftades 1935 och kördes varje år fram till andra världskrigets utbrott 1939.

## Efterkrigstiden och Formel 1
Se även: Formel 1
1946 hölls endast fyra Grand Prix-lopp. Reglementet för ett nytt världsmästerskap hade lagts fram redan före kriget, men det tog fram till 1947 innan det gamla AIACR lyckats samla sig till Fédération Internationale de l'Automobile, eller "FIA", med huvudkvarter i Paris. I slutet av säsongen 1949 meddelade FIA att man skulle länka samman ett antal nationella Grand Prix och skapa Formel 1, med ett världsmästerskap för förare. De ekonomiska förhållandena efter kriget gjorde att mästerskapet åren 1952 och 1953 kördes med Formel 2-bilar. Ett poängsystem fastslogs och sju tävlingar fick mästerskapsstatus, inklusive Indianapolis 500. Det första formel 1-loppet hölls den 13 maj 1950 på Silverstone Circuit i Storbritannien.
Italienarna gjorde väl ifrån sig dessa första säsonger, både förare och tillverkare. Den första världsmästaren blev Giuseppe Farina, i en Alfa Romeo. Ferrari gjorde sin debut i det andra VM-loppet, i Monaco och är den enda tillverkare som deltagit samtliga säsonger fram till idag.

## Grande Épreuves per säsong[1]
Från 1950 och framåt, se Lista över formel 1-grand prix. Kursiv stil markerar att loppen även räknades som Europas Grand Prix.

### 1906–1914
| Lopp | 1906      | 1907      | 1908      | 1912      | 1913      | 1914      |
| ---- | --------- | --------- | --------- | --------- | --------- | --------- |
| 1    | Frankrike | Frankrike | Frankrike | Frankrike | Frankrike | Frankrike |

### 1921–1929
| Lopp | 1921      | 1922      | 1923             | 1924             | 1925             | 1926             | 1927             | 1928             | 1929             |
| ---- | --------- | --------- | ---------------- | ---------------- | ---------------- | ---------------- | ---------------- | ---------------- | ---------------- |
| 1    | Frankrike | Frankrike | Indianapolis 500 | Indianapolis 500 | Indianapolis 500 | Indianapolis 500 | Indianapolis 500 | Indianapolis 500 | Indianapolis 500 |
| 2    | Italien   | Italien   | Frankrike        | Frankrike        | Belgien          | Frankrike        | Frankrike        | Italien          | Frankrike        |
| 3    |           |           | Italien          | Italien          | Frankrike        | San Sebastién    | Spanien          |                  |                  |
| 4    |           |           |                  |                  | Italien          | Storbritannien   | Italien          |                  |                  |
| 5    |           |           |                  |                  |                  | Italien          | Storbritannien   |                  |                  |

### 1930–1939
| Lopp | 1930             | 1931      | 1932      | 1933      | 1934      | 1935      | 1936     | 1937     | 1938      | 1939      |
| ---- | ---------------- | --------- | --------- | --------- | --------- | --------- | -------- | -------- | --------- | --------- |
| 1    | Indianapolis 500 | Italien   | Italien   | Monaco    | Monaco    | Monaco    | Monaco   | Belgien  | Frankrike | Belgien   |
| 2    | Belgien          | Frankrike | Frankrike | Frankrike | Frankrike | Frankrike | Tyskland | Tyskland | Tyskland  | Frankrike |
| 3    | Frankrike        | Belgien   | Tyskland  | Belgien   | Tyskland  | Belgien   | Schweiz  | Monaco   | Schweiz   | Tyskland  |
| 4    |                  | Tyskland  |           | Italien   | Belgien   | Tyskland  | Italien  | Schweiz  | Italien   | Schweiz   |
| 5    |                  |           |           | Spanien   | Italien   | Schweiz   |          | Italien  |           |           |
| 6    |                  |           |           |           | Spanien   | Italien   |          |          |           |           |
| 7    |                  |           |           |           |           | Spanien   |          |          |           |           |

### 1940–1945
För lopp under andra världskriget, se Grand Prix 1940-1945.

### 1946–1949
| Lopp | 1946        | 1947      | 1948           | 1949           |
| ---- | ----------- | --------- | -------------- | -------------- |
| 1    | Saint-Cloud | Schweiz   | Monaco         | Storbritannien |
| 2    | Nationerna  | Belgien   | Schweiz        | Belgien        |
| 3    | Turin       | Italien   | Frankrike      | Schweiz        |
| 4    |             | Frankrike | Italien        | Frankrike      |
| 5    |             |           | Storbritannien | Italien        |

## Grand Prix förare
Några av de mest framgångsrika Grand Prix-förarna var:
- Antonio Ascari
- Rudolf Caracciola
- Luigi Chinetti
- Louis Chiron
- Philippe Étancelin
- Luigi Fagioli
- Giuseppe Farina
- Enzo Ferrari
- Hermann Lang
- Emilio Materassi
- Tazio Nuvolari
- Bernd Rosemeyer
- Richard Seaman
- Raymond Sommer
- Hans Stuck
- Ferenc Szisz
- Achille Varzi
- Luigi Villoresi
- Jean-Pierre Wimille

## Mästerskap
Sedan 1925 har AIACR och senare FIA organiserat världsmästerskap och europamästerskap för Grand Prix-tillverkare, förare och konstruktörer:
- Världsmästerskapet i Grand Prix racing (1925, 1926, 1927)
- Europamästerskapet för Grand Prix-förare (1931, 1932, 1935, 1936, 1937, 1938, 1939)
- Formel 1-VM (1950-2025)